# Cultura de Sintaixtà
La cultura de Sintaixtà, també anomenada cultura de Sintaixtà-Petrovka o cultura de Sintaixtà-Arkaim, és una civilització arqueològica de l'edat del bronze de l'estepa eurasiàtica septentrional, a les fronteres entre Europa de l'Est i Àsia Central. Data del període del 2100 al 1800 abans de la nostra era.
A la vora del riu Ixim, a prop del poble de Petrovka (al Kazakhstan), es va trobar un assentament fortificat, datat del II mil·lenni abans de la nostra era, que pertany a aquest període.
Els primers carros coneguts s'han trobat en tombes Sintaixtà; aquesta cultura sembla haver creat aquesta tecnologia, que es va estendre per tot el Vell Món i tingué un paper important en les guerres antigues.
En els assentaments Sintaixtà és notable la mineria del coure i la metal·lúrgia del bronze que s'hi realitzaven, un tret inusual en una cultura estepària.
Per la dificultat d'identificar les restes de les poblacions Sintaixtà davall les restes dels assentaments posteriors, aquesta cultura es distingeix molt poc de la cultura d'Andrónov.
A hores d'ara se la identifica com una entitat diferent que forma part del «horitzó d'Andrónov».

## Origen
La cultura de Sintaixtà va nàixer per la interacció de dues cultures precedents. La immediatament anterior a l'estepa Ural-Tobol fou la cultura de Poltavka, una branca de la civilització de Iamna de ramaders i pastors que es mogueren cap a l'est de la regió entre el 2800 i el 2600 abans de la nostra era. Algunes ciutats Sintaixtà es van construir sobre els assentaments de Poltavka més antics o a prop dels cementeris Poltavka. En la ceràmica de Sintaixtà solen aparéixer els motius Poltavka. La cultura de Sintaixtà també mostra influència de la cultura d'Abàshevo tardana, un grup de pobles de la zona nord de l'estepa forestal de la regió de Sintaixtà, que també era predominantment pastora.
Els primers assentaments Sintaixtà aparegueren al voltant del 2100 abans de la nostra era, durant un període de canvis climàtics que feren que l'estepa kazakh, que ja era àrida i freda, ho fos més encara. Les terres baixes de marjal al voltant dels rius Ural i Tobol, abans utilitzades com a refugis d'hivern, foren com més va més importants per a la supervivència. Sota aquestes pressions, tant els pastors poltavkes com els abàshevos s'instal·laren permanentment als bastions de la vall del riu, evitant llocs més defensables als turons.
La civilització d'Abàshevo va sofrir una guerra entre tribus endèmica, que es va intensificar en el període Sintaixtà a causa del patiment ecològic i a la competència pels recursos. Això va conduir a la construcció de fortificacions en una escala sense precedents i a innovacions en la tècnica militar, com ara la invenció del carro de guerra. L'augment de la competència entre els grups tribals també explicaria els sacrificis extravagants que es veuen en els enterraments Sintaixtà, que com a rivals intentaven superar-se els uns als altres en els actes i rituals, anàlegs a la tradició nord-americana dels potlatch.(7)

## Producció de metalls
L'economia Sintaixtà va començar a desenvolupar-se a l'entorn de la metal·lúrgia del coure. Es duien minerals de coure des de les mines properes (com ara Vorovskaya Yama) fins als assentaments Sintaixtà per a transformar-los en coure i bronze arsenical. Degué ocórrer en una escala industrial: tots els habitatges excavats als jaciments Sintaixtà (a Sintaixtà, Arkaïm i Ust'e) tenien restes de forns de fosa i escòries.
Gran part d'aquest metall s'exportava a les ciutats de la Bactriana-Margiana (BMAC), a Àsia central. El comerç del metall entre els Sintaixtà i els bactrians connectà per primera vegada la regió de l'estepa amb les antigues civilitzacions urbanes de l'oest d'Àsia: els imperis i les ciutats estat de l'Iran i la Mesopotàmia foren un mercat sense fons per als metalls. Aquestes rutes de comerç més tard serien el mitjà amb què els cavalls, els carros i les persones d'idioma indoiranià van entrar en l'oest d'Àsia des de les estepes del nord.

## La identitat ètnica i lingüística
Es creu que la gent de la cultura Sintaixtà parlaven protoindoiranià, l'avantpassat de la família dels idiomes indoiranians. Hi ha evidència lingüística d'una llista de vocabulari comú entre els idiomes ugrofinesos i indoiranians. Mentre el seu origen com un crioll de diferents tribus a la regió dels Urals pot fer que siga inexacte atribuir la cultura Sintaixtà exclusivament a l'etnicitat indoiraniana, la interpretació d'aquesta cultura com una barreja de dues cultures amb dos idiomes distints és una hipòtesi raonable sobre la base de l'evidència.
- Sintaixtà.
- Arkaïm.
- Cimmeris.